# نیو فوند گلوری
نیو فوند گلوری (به انگلیسی: New Found Glory)، (قبلاً A New Found Glory) یک گروه راک آمریکایی از کورال اسپرینگز، فلوریدا است که در سال ۱۹۹۷ تشکیل شد. گروه در حال حاضر متشکل از جردن پوندیک (خوانندهٔ اصلی)، ایان گروشکا (گیتار بیس)، چاد گیلبرت (گیتار اصلی، همخوان) و سایروس بلوکی (درام) است. استیو کلین، نوازندهٔ گیتار ریتم و غزل سرای قدیمی گروه، آنها را در اواخر سال ۲۰۱۳ ترک کرد. گروه در طول حرفهٔ ضبط طولانی خود، دوازده آلبوم استودیویی، یک آلبوم زنده، دو آلبوم چندآهنگه و چهار آلبوم جلد (کاور) منتشر کرده است.
نیو فوند گلوری پس از تشکیل در سال ۱۹۹۷، اولین آلبوم استودیویی خود هیچ چیز طلا نمی‌تواند بماند را در سال ۱۹۹۹ منتشر کرد. گروه سپس آلبوم همنام خود گروه، نیو فوند گلوری را در سال ۲۰۰۰ منتشر کرد و آهنگ «بزن یا خانم» آلبوم در رتبهٔ ۱۵ جدول ایرپلی آلترناتیو قرار گرفت. در سال ۲۰۰۲، گروه با آلبوم چوب‌ها و سنگ‌ها و آلبوم موفق «دوستان من بیش از تو» به جریان اصلی تبدیل شد. محبوبیت این گروه با آلبوم کاتالیست در سال ۲۰۰۴ ادامه یافت، که ویدیوی «همۀ سراشیبی از اینجا» نامزد دریافت جایزهٔ وی‌ام‌اِیز برای بهترین ویدیوی سال شد. به رهبری تک‌آهنگ تقصیر تو نیست، آهنگ متوسط و تحسین شدهٔ آمدن به خانه در سال ۲۰۰۶ دنبال شد. این نسخه یک حرکت موقت به سبک آلترناتیو راک به جای صدای پاپ پانک معمولی آنها را نشان داد. این پنج نفر با انتشار آلبوم بدون مبارزه نیست در سال ۲۰۰۹ به ریشه‌های پر انرژی خود بازگشتند. آنها از آن زمان تاکنون چهار آلبوم دیگر منتشر کرده‌اند؛ رادیوسرجری در سال ۲۰۱۱، رستاخیز در سال ۲۰۱۴، مرا بیمار می‌کند در سال ۲۰۱۷ و دهمین آلبوم استودیویی آنها برای همیشه + همیشه ایکس بی‌نهایت در سال ۲۰۲۰.
به عنوان بخشی از موج دوم پاپ پانک در اواخر دههٔ ۱۹۹۰، منتقدان موسیقی آنها را پیشگام اصلی این سبک می‌دانند. آنها را اغلب «پدرخوانده‌های پاپ پانک» می‌نامد، آل‌موزیک یادداشت می‌کند که چگونه «سرودهای پر سر و صدا و سریع آنها، آنان را در طول دهه‌ها حمل کرده است»، در حالی که آنها را به خاطر «عملیات خدمت در کنار کار گروه بلینک-۱۸۲ به عنوان طرح اولیهٔ کل ژانر برای اوایل دههٔ ۲۰۰۰ اعتبار می‌دهند.» مجلهٔ راک ساند از «صدای شیرین قندی کلاسیک» خود دفاع کرده است، که «پاپ پانک و هاردکور را در یک بسته‌بندی منظم ترکیب می‌کند.» مجلهٔ آلترناتیو پرس این گروه را به دلیل «تلفیقی نوآورانه و کاملاً غیرقابل مقاومت از ملودی‌های پانک راک و خرابی‌های هاردکور پانک» تحسین کرده است. به این ترتیب، گروه در توسعهٔ زیرژانر پاپ پانک بسیار تأثیرگذار در نظر گرفته می‌شود.

## پروژه‌های جانبی و همکاری
ابرقهرمانان بین‌المللی هاردکور (به انگلیسی: The International Superheroes of Hardcore) یک پروژهٔ جانبی از همه اعضای گروه است و دارای گیلبرت در آواز و پوندیک در گیتار است و بقیه اعضاء همان سازهایی را می‌نوازند که در نیو فوند گلوری می‌نوازند. همهٔ اعضاء از نام مستعار برای شخصیت‌های خود در گروه استفاده می‌کنند (مثلاً گیلبرت به نام کاپیتان استریتج شناخته می‌شود). آهنگ‌های گروه با عناوینی مانند «بازگشت به آینده» و «فروش ابرقهرمانی» ماهیت طنز دارند. این گروه همچنین یک موزیک ویدیوی اینترنتی را برای «گور خود را کندن» با کارگردانی جوزف پتیسال ضبط کرد. در حالی که گروه در آن زمان فعال نبود، در فوریه ۲۰۱۱ برای جشنوارهٔ سوند ویو به استرالیا رفت و پس از اینکه دریک ویبلی، خوانندهٔ اصلی گروه سام ۴۱، در برنامه‌های ملبورن و آدلاید دچار بیماری ذات الریه شد، جایگزین گروه آنان شدند. این گروه نمایش پرت جشنواره را اجرا نکرد، زیرا خود کاپیتان استریتج نیز بیمار شد. در مصاحبه‌ای در سال ۲۰۱۲، ایان گروشکا و استیو کلاین اعلام کردند که گروه از بین رفته است.
در ۱۰ دسامبر ۲۰۱۱، نیو فوند گلوری یک مجموعهٔ زنده برای «جلسه‌های گیتار سنتر» در دایرکت‌تی‌وی اجرا کرد. این قسمت شامل مصاحبه با مجری برنامه، نیک هارکورت بود.

## سبک موسیقی، تأثیرات و میراث
نیو فوند گلوری به دلیل موسیقی پاپ پانک سریع و پرانرژی خود به‌طور گسترده‌ای شناخته می‌شوند. گروه به‌طور موقت با آلبوم آمدن به خانه خود در سال ۲۰۰۶، به سبک آلترناتیو راک جهت گرفت و بعضی مواقع به‌طور کلی چنین توصیف می‌شود. آمدن به خانه به عنوان یک تغییر جهت برای گروه با صدای لایه‌دارتر و با تمپوی متوسط آن در نظر گرفته شد و به عنوان یک «رکاب غم‌انگیز، صادقانه، صیقلی و جایگزین» توصیف شده است. آنها همچنین به عنوان ملودیک هاردکور توصیف شده‌اند. صدای سنتی گروه به عنوان «پاک و ملودیک» توصیف شده است، و مجلهٔ رولینگ استون به تمایل آنها به «پانک راک جذاب و ریفی» اشاره کرده است. مگان ریت، نویسندهٔ نشریهٔ کانسیکوئنس، گروه را «پاراگون» ژانر پاپ پانک نامید و اشاره کرد که چگونه «راکرهای باتجربه فلوریدی به خاطر سرودهای صمیمانهٔ گیتار خود مشهور هستند». موسیقی گروه معمولاً بر اساس ساختارهای آواز شعر-کر ساخته می‌شود و ملودی‌های تحت تأثیر پاپ را با تمپوهای سریع پانک راک، شکست‌های هاردکور و اغلب آوازهای گروهی ترکیب می‌کند. تلفیقی از پاپ پانک آن‌ها با شکست‌های هاردکور به‌عنوان ایزی‌کور برچسب‌گذاری شده است، ژانری که در نظر گرفته می‌شود به پیشگامی آن‌ها کمک کرده و در یکی از تورهایشان نامگذاری شده است.
منتقدان گروه را به دلیل توانایی آنها در نوشتن گوش‌ربایی مسری و صمیمیت اشعارشان، اغلب در مورد بزرگ شدن و روابط، تحسین کرده‌اند. چاد گیلبرت خاطرنشان کرده است که «اگر ارسال صادقانه و واقعی باشد، این چیزی است که آن را از بدترین چیزی که تا به حال شنیده‌اید بازمی‌دارد. نیو فوند گلوری گروهی است که مردم از گوش دادن به آن لذت می‌برند نه به این دلیل که ما این پیام خشن را منتشر می‌کنیم. ما می‌نویسیم که چه کسی هستیم و چه چیزی در زندگی ما را تحت تأثیر قرار می‌دهد و اینها روابط ما هستند.» [۴] ایان گروشکا، نوازندهٔ بیس، گفته است که «همهٔ اشعار بر اساس تجربیات واقعی زندگی هستند. یک آهنگ می‌تواند از چیزی که یکی از ما در حال گذراندن آن است یا صحبتی که داشته‌ایم ساخته شود.» در حالی که همچنین اضافه می‌کند؛ «ما واقعاً در مورد چیزهای شخصی صحبت می‌کنیم که ما را مستقیماً تحت تأثیر قرار داده است، آهنگ‌های ما بیشتر دربارهٔ احساسات هستند تا برنامه‌های سیاسی .» استیو کلین، نوازندهٔ گیتار ریتم، ترانه‌سرای اصلی گروه بود، در حالی که نوازندهٔ گیتار اصلی، چاد گیلبرت، آهنگساز اصلی این آهنگ‌ها است. اگرچه از زمان ضبط آهنگ آمدن به خانه، کلاین، پوندیک و گیلبرت همه با هم روی شعر کار کردند. آنها کاورهایی برای رامونز، سرپناه (ساختمان)، نت کینگ کول، Lifetime، بینگ کرازبی، Gorilla Biscuits، آن کاری که می‌کنی!، لیمال، ایروسمیث، سیندی لاپر، پیتر سترا، برایان آدامز، سلین دیون، سیکس‌پنس نان د ریچر، When in Rome، باب دیلن، Go West، لیسا لوب، The Cardigans Goo Goo Dolls، سیمپل مایندز، یان تیرسن، مدونا، تی‌یرز فور فی‌یرز و سروایور را ضبط کرده‌اند. تأثیرات بر نیو فوند گلوری عبارتند از: گرین دی، Texas Is the Reason، بیورک، Silverchair , They Might Be Giants , The Get Up Kids , Earth Crisis , Discount , The Promise Ring، بلینک-۱۸۲، Unwritten Law، بریتنی اسپیرز، پنی‌وایز، بیتلز، نوئف‌اکس، بد ریلیجین، Superchunk , Dinosaur Jr، نیروانا، اسپارکلهورس، Rocket from the Crypt ,Descendents، مای بلادی ولنتاین و شکر.
در سال‌های اخیر، این گروه به دلیل تأثیر طولانی مدتشان بر موسیقی پاپ پانک معاصر مورد اشاره قرار گرفته‌اند. جاش مارتین، نوازندهٔ بیس گروه The Wonder Years، ادعا کرده است که «تأثیرگذار، وقتی به سه گروه برتر پاپ پانک در تمام دوران فکر می‌کنید، بلینک-۱۸۲، نیو فوند گلوری و گرین دی حداقل در مغز من، آنها برای همیشه در آن سطح هستند.» در سال ۲۰۰۹، مجلهٔ آلترناتیو پرس هیچ چیز طلا نمی‌تواند بماند را در ویژگی «آلبوم‌های کلاسیک ۹۹» خود قرار داد. برندن مانلی نوشت: «همان‌طور که از عنوانش پیداست، هیچ چیز طلا نمی‌تواند بماند رونوشت صوتی یک زمان باشکوه و زودگذر برای نیو فوند گلوری و برای پاپ پانک است. اما همان‌طور که طلا هرگز درخشش خود را از دست نمی‌دهد، درست است که بعد از ۱۰ سال، هیچ چیز طلا نمی‌تواند بماند همچنان می‌درخشد.» به همین ترتیب، جیسون هلر از ای.وی. کلاب منعکس کرد که چگونه اولین اجرای آنها «در زیر رادار فرورفت تا تأثیری عظیم بر فوران پاپ پانک در هزارهٔ جدید داشته باشد.»

## اعضای گروه
| اعضای کنونی - جردن پوندیک – خوانندهٔ اصلی (۱۹۹۷–اکنون)؛ گاهی گیتار ریتم (۲۰۱۴–اکنون) - ایان گروشکا – بیس (۱۹۹۷–اکنون)؛ گاهی همخوان (۲۰۱۳–اکنون) - چاد گیلبرت – گیتار اصلی، همخوان (۱۹۹۷–اکنون)؛ گیتار ریتم (۲۰۱۳–اکنون) - سایروس بلوکی – درام، سازهای کوبه‌ای (۱۹۹۷–اکنون)؛ گاهی گیتار آکوستیک (۲۰۱۴–اکنون) نوازندگان کنونی تور - دن اوکانر – گیتار ریتم، کیبورد، همخوان (۲۰۲۲، ۲۰۲۳–اکنون) - کوین اسکاف – گیتار لید و ریتم، همخوان (۲۰۲۳) - دیوید ناکس - گیتار لید و ریتم (۲۰۲۴-اکنون) نوازندگان پیشین - استیو کلین – گیتار ریتم (۲۰۱۳–۱۹۹۷) - جو مارینو – درام، سازهای کوبه‌ای (۱۹۹۷) | نوازندگان پیشین تور - جیمز دیویز – کیبورد، سینث‌سایزر (۲۰۰۵–۲۰۰۳) - مایکل بتانکورت – کیبورد، سینث‌سایزر، همخوان (۲۰۱۲–۲۰۰۷) - رایان کی – گیتار ریتم، کیبورد، همخوان (۲۰۲۰–۲۰۱۸) - ویل پوگ – گیتار ریتم، کیبورد، همخوان (۲۰۲۰) - مارتین استیوارت – گیتار ریتم، همخوان (۲۰۲۳–۲۰۲۱) جایگزین‌های تور - کریس تساگاکیس – درام، سازهای کوبه‌ای (۲۰۰۱) - آنتونی رنری – گیتار لید، همخوان (۲۰۱۰) - مایک امبروز – درام، سازهای کوبه‌ای (۲۰۱۵) مهمانان تور - آنتونی رانری – خواننده (۲۰۰۹) - نش ناردن – درام (۲۰۱۰) - هیلی ویلیامز – گیتار بیس (۲۰۱۰)؛ خواننده (۲۰۱۴، ۲۰۱۵) - مارکی رامون – درام (۲۰۱۱) |

## ترانه‌شناسی
- هیچ چیز طلا نمی‌تواند بماند (۱۹۹۹) Nothing Gold Can Stay
- نیو فوند گلوری New Found Glory (۲۰۰۰)
- چوب‌ها و سنگ‌ها (۲۰۰۲) Sticks and Stones
- کاتالیست (۲۰۰۴) Catalyst
- آمدن به خانه (۲۰۰۶) Coming Home
- بدون مبارزه نیست (۲۰۰۹) Not Without a Fight
- رادیوسرجری (۲۰۱۱) Radiosurgery
- رستاخیز (۲۰۱۴) Resurrection
- مرا بیمار می‌کند (۲۰۱۷) Makes Me Sick
- برای همیشه + همیشه ایکس بی‌نهایت Forever + Ever x Infinity (۲۰۲۰)
- دسامبر اینجاست (۲۰۲۱) December's Here
- از آن نهایت استفاده را ببرید (۲۰۲۳) Make the Most of It